# 浄泉寺 (葛飾区)
淨泉寺（じょうせんじ）は、東京都葛飾区にある浄土真宗本願寺派の寺院。

## 歴史
1620年（元和6年）、尊了法師によって開山された。元々は江戸富沢町（現・東京都中央区日本橋富沢町）に位置していたが、その後移転し、最終的に同宗派の浜町御坊（後の築地本願寺）の寺中に入った。その後昭和初期までは、築地本願寺とともに歴史を歩んだ。
1923年（大正12年）の関東大震災で焼失し、1928年（昭和3年）に築地本願寺から分かれて現在地に移転した。
1960年（昭和35年）に本堂を新築、2011年（平成23年）に改修工事を行い、バリアフリーに対応した。

## 交通アクセス
- お花茶屋駅より徒歩5分（経路案内）。